# Lakatos György (fagottművész)
Lakatos György (Kalocsa, 1960. szeptember 3. –) fagottművész, a Liszt Ferenc Zeneművészeti Egyetem docense.

## Életútja
1987-ben diplomázott a Liszt Ferenc Zeneművészeti Főiskolán. A Magyar Állami Operaház és a Budapesti Filharmóniai Társaság Zenekarának első fagottosa 1985 óta. Tanárai ifj. Hara László, id. Hara László, Janota Gábor és Fülemile Tibor voltak.
1983–1985 között a Liszt Ferenc Zeneművészeti Főiskola Győri Tagozatán, 1985-1987 között a Bartók Béla Zeneművészeti Szakközépiskola és Gimnáziumban, 1987 óta a Liszt Ferenc Zeneművészeti Egyetemen oktat.

### Ösztöndíjak, vendégtanári állások
- 1997: Párizs – Eötvös-ösztöndíj
- 2000: Oberlin (USA) Soros ösztöndíjasként kutató és tanár
- 2001: London

### Mesterkurzusok
- 1997: Párizs, Cité de la Musique
- 1998: Oberlin (USA), Conservatory of Music
- 1999: Szombathely, Bartók Szeminárium
- 2001: London, City University, Kolozsvár, Zeneművészeti Főiskola, Szeged, Zeneművészeti Főiskola Aveiro (Portugália), Artes de Universidade de Aveiro
- 2002: Győr, Zeneművészeti Főiskola, Szombathely, Bartók Szeminárium
- 2004: Debrecen, Nyári Akadémia, Thessaloniki, Conservatory, Sárospatak, Crescendo Nyári Akadémia
- 2005: Szombathely, Bartók Szeminárium, Szeged, Zeneművészeti Főiskola, Sárospatak, Crescendo Nyári Akadémia
- 2006: Thessaloniki, Conservatory, Debrecen, Nyári Akadémia. Sárospatak, Crescendo Nyári Akadémia, Budapest, Music Plan egész éves kurzus
- 2007: Manchester, Royal Northern College of Music, Kolozsvár, Zeneművészeti Főiskola, Graz, Zeneművészeti Egyetem
- 2008: Agárd, Nyári Akadémia, Szeged, Zeneművészeti Főiskola
- 2009: RNCM (Royal Northern College of Music) – Manchester, Georghe Dima Conservatoire – Kolozsvár, Zeneművészeti Egyetem – Debrecen, Zeneművészeti Egyem – Pécs
- 2010: Bartók Fesztivál és Szeminárium – Szombathely, Szegedi Egyetem Zeneművészeti Kar – Szeged, Zeneművészeti Szakközépiskola – Győr, Musik Hochschule – Graz
- 2011: RNCM (Royal Northern College of Music) – Manchester, Széchenyi Egyetem Zeneművészeti Kar – Győr, Nyári Mesterkurzus – Debrecen, Nyári Mesterkurzus – Sátoraljaújhely
- 2012: Bartók Fesztivál és Szeminárium – Szombathely, Szegedi Egyetem Zeneművészeti Kar – Szeged, Zeneművészeti Szakközépiskola és Egyetem – Győr

### Fontosabb koncertek
Európa szinte minden országában koncertezett, vagy tanított, de turnézott Amerikában, Kanadában és Izraelben is. Repertoárja rendkívül széles, a reneszánsztól a kortárs zenéig minden területen magas színvonal jellemzi. Számos ősbemutató fűződik a nevéhez. Fellépett a németországi Nauheimben Josef Püchner hangszerkészítő 80. születésnapján rendezett ünnepi koncerten.

## Alapítványi, jótékonysági közreműködései
1991-ben életre hívta a kalocsai Kék Madár Fesztivált, amelyen minden évben, valamilyen jótékonysági cél érdekében az ország vezető művészei, honoráriumukról lemondva lépnek fel. 1991-ben létrehozott Artisjus Zenei Alapítvány alapító kuratóriumi elnöke. 1994-ben megalapította a Fagottkultúráért Alapítványt.
2008-ban indított sorozatot a budapesti Katona József Színházban Mese a Fabánról címmel, amely a teljes magyar fagottirodalom bemutatását tűzte ki célul színházi, dramaturgiai környezetben
2009-ben családoknak indított rejtvényes, játékos zenei sorozatot a Magyar Nemzeti Múzeumban Dzsopatán és Gásztonfild címmel.

### Kék Madár Fesztivál
1991-ben életre hívta a kalocsai Kék Madár Fesztivált, amelyen minden évben, a beteg gyermekek támogatásáért, jótékony cél érdekében, az ország vezető művészei, honoráriumukról lemondva lépnek fel. 2013-ban rendezték a XXII. Kék Madár Fesztivált. Az elmúlt 22 év alatt 209 hangverseny, opera-balett-színházi előadás, jazz-rock koncert, gyermekműsor, kiállítás volt a Fesztivál műsorán, melyeknek köszönhetően a "Kék Madár Alapítvány a beteg gyermekekért" eddig összesen 718 beteg gyermeket támogatott 51 millió forint értékben.

## Zenekari tagságok
- 1983–2009 a Magyar Állami Operaház zenekarának tagja, 1985-től a zenekar első fagottosa
- 1988–2009: a Budapesti Filharmóniai Társaság Zenekar első fagottosa
- 1984–1987: az Aquincum Fúvósötös tagja
- 1983, 1984: Az Ifjúsági Világzenekar (Jeunesses Musicales World Orchestra) első fagottosa
- 1994-től: az EAR együttes tagja
- 1997–2010: Trio Lignum (alapító tag)
- 1997-től: az újraindult UMZE kamaraegyüttes tagja
- 2011-től: a Corridor Quartet alapítója

## Díjak, kitüntetések
- 1984: anconai (Olaszország) kamarazenei verseny – Aquincum Fúvósötössel I. díj
- 1985: colmari (Franciaország) fúvósötös verseny – Aquincum Fúvósötössel a zsűri különdíja
- 1988: a Magyar Rádió Fagottversenyén I. díj
- 1987: az „Év zenekari művésze” a Magyar Állami Operaházban
- 1993 és 1997 között négy alkalommal nyerte el az Artisjus (Szerzői Jogvédő Hivatal) díját a magyar kortárs kompozíciók tolmácsolásáért.
- 1996: Liszt-díj
- 1997: Kalocsa Város Művelődési Díj
- 1998: JCI Díj
- 2002: Kalocsa Városért Díj
- 2004: Bács Kiskun Megye Művészeti Díj
- 2004: Gróf Széchenyi György Díj
- 2005: a Példakép Alapítvány kitüntetése a hátrányos helyzetű gyermekek és családjuk segítésére folytatott jótékonysági tevékenységéért.
- 2009: Summa Artium: "Az Év Patrónusa Díj" a modellt teremtő lokálpatrióta zenésznek
- 2012: Bartók–Pásztory-díj
- 2018: Artisjus előadóművészeti díj[1]

## Felvételek
- 1990: Hollós Máté: Fölfelé hulló levelek éneke, JOKA PCL 8006 (közreműködő)
- 1990: Franz Schubert: Oktett, Naxos
- 1997: Hollós M.: Párbeszéd a láthatatlannal, Pannon Classic (szólista)
- 1997: ISMEAM – selected passages, HEAR Studio-Hung. Rad. HEAR 103 (közreműködő)
- 1997: Láng István: Szonáta hegedűre és zongorára, Hungaroton HCD 31641 (Közreműködő)
- 1999: Sugár Miklós: Ear movements; Rövid történet; Fluctus; Modellek; Percupicsy; Írisz, Hungaroton HCD 31788 (Szólista)
- 1999: Tihanyi László: Árnyjáték (Schattenspiel) (Shadowplay), BMC Records BMC CD 027 (közreműködő)
- 1999: O. Neuwirth: Monológ, Deutsche Gramofon (szólista)
- 2000: Ágnes Lakatos: Covered by frost, BMM
- 2000: Bach J. S. – Revisited BMC Records BMC CD 043 (közreműködő)
- 2000: Kortárs magyar elektronikus kompozíciók Hungaroton HCD 31868 (közreműködő)
- 2000: Melis László: Henoch apokalipszise (The Apocalypse of Enoch), BMC Records BMC CD 035 (Közreműködő)
- 2000: Trio Midnight featuring Lee Konitz: On Track, Wellington-Universal WELL CD 2000 (közreműködő)
- 2001: Bach, J. S.: Triószonáták (Trio Sonatas), BMC Records BMC CD 049 (közreműködő)
- 2001: Dukay Barnabás: A mélység színén (Over the face of the deep), BMC Records BMC CD 052 (közreműködő)
- 2001: Melis László: Örmény legenda (Armenian Legend) BMC Records BMC CD 062 (közreműködő)
- 2001: Szigeti István: Ianus Hungaroton HCD 31955 (közreműködő)
- 2002: László Attila Band: Once upon a Time BMC Records BMC CD 076 (közreműködő)
- 2002: Szigeti: F. Ottó Ag., Hungaroton (szólista)
- 2003: S. Karg-Elert: Quintet, Hungaroton
- 2003: Olsvay Endre: Tengerszem (Tarn) Hungaroton HCD 32178 (közreműködő)
- 2003: Sáry László: Tánczene (Dance Music) BMC Records BMC CD 069 (közreműködő)
- 2003: Sugár M.: Vihar után; Dalok; Luxatio; Három dal...; NO.2; Francia dalok; Miniatűrök, Hungaroton HCD 32180 (közreműködő)
- 2003: Trio Lignum: Offertorium, BMC Records BMC CD 090
- 2004: J. Rheinberger: Nonet, Hungaroton (közreműködő)
- 2005: C. Reinecke: Sextet, Hungaroton (közreműködő)
- 2005: Works by Faragó, Olsvay, Madarász, M. Sugár, Decsényi, Szigeti, Csemiczky, Hungaroton HCD 32347 (közreműködő)
- 2006: Dubrovay L: Solo No. 7. Radioton-Hungaroton (szólista)
- 2006: Francaix: Triószonáták, Telegramm
- 2008: Trio Lignum: Trialog, BMC Records BMC CD 127
- 2009: Tihanyi László: Triton (fagottverseny) – BMC